# Особая воздушная служба
Специальная воздушная служба (англ. Special Air Service), сокращённо SAS, также расшифровывается как Специальная авиадесантная или авиационная служба (САС) — специальное формирование вооружённых сил Великобритании, являющееся образцом для подразделений специального назначения во многих других странах по всему миру. Занимается разведкой сил противника, участвует в контртеррористических операциях и прямых вооружённых столкновениях, а также в освобождении заложников. Наравне с Особой лодочной службой, Особым разведывательным полком, Группой поддержки Сил специального назначения, Объединенным авиакрылом спецназа и 18-м полком связи спецназа SAS входит в войска специального назначения Великобритании под командованием начальника управления спецназа.
Корнями SAS уходит в 1941 год, когда были образованы воздушно-десантные подразделения в Британской армии, а в 1947 году SAS был преобразован и стал частью Территориальной армии Великобритании, получив название 21-й полк (искусных стрелков) Особой воздушной службы (англ. 21st Special Air Service Regiment (Artists Rifles)). Формально в корпус SAS был преобразован 31 мая 1950 года. 21-й и 23-й резервные полки SAS, входящие в состав 1-й бригады военной разведки, также являются частью Особой воздушной службы и в настоящее время, однако главным формированием является 22-й полк SAS, подчиняющийся непосредственно войскам специального назначения Великобритании. Он получил мировую известность после того, как сумел взять штурмом иранское посольство в Лондоне в 1980 году и спасти заложников. Его сводный отряд служащих «Increment» действует в интересах внешней разведки MI6.
По уровню важности Особая воздушная служба находится выше Корпуса армейской авиации, но ниже пехоты Британской армии, поэтому на официальных церемониях и парадах британские десантники выходят после пехотинцев Британской армии.

## История

### Вторая мировая война
Особая воздушная служба изначально существовала в качестве подразделения Британской армии во время Второй мировой войны. Она была образована в июле 1941 года лейтенантом Дэвидом Стирлингом как «Особый отряд L, воздушная бригада особого назначения» (англ. "L" Detachment, Special Air Service Brigade). Англичане таким образом пытались убедить немцев, что против тех воюет воздушно-десантный полк, в который входят многочисленные самостоятельно действующие подразделения. Особая воздушная служба де-факто была подразделением коммандос, её главными целями были операции за линией фронта на Североафриканском театре военных действий. Первоначальная её численность составляла 65 человек: 5 офицеров и 60 солдат различных воинских званий. Боевое крещение SAS состоялось в ноябре 1941 года в рамках наступательной операции «Крестоносец», которая закончилась в целом победой британских войск, но британские десантники понесли крупные потери: на базу вернулись только 22 человека. Остальные погибли или попали в плен.. Вторая миссия была более успешной: в течение трёх операций, 12, 21 и 24 декабря, подразделения отряда капитана Стерлинга взорвали 98 самолётов противника – это было значительно больше, чем сбили за это же время английские летчики. К концу 1942 года солдаты Стерлинга уничтожили около 400 самолётов. В сентябре 1942 года подразделение было переименовано в 1-е подразделение SAS: в его состав вошли четыре британских эскадрона, один французский, один греческий и отделение лодочной службы. В январе 1943 года Стерлинг попал в плен после боёв в Тунисе. Во время рейда возглавляемая Стерлингом группа попала в засаду и была пленена. Командир сумел оторваться от преследования и затаиться в пустыне, но через 36 часов Стерлинг был схвачен бедуинами и выдан немцам за 5 килограммов зелёного чая. После 4 попыток бегства из итальянского лагеря военнопленных, Гави Стерлинга заточили в замок Кольдиц, небольшую тюрьму вблизи Лейпцига. 16 апреля 1945 года замок освободили американские войска.

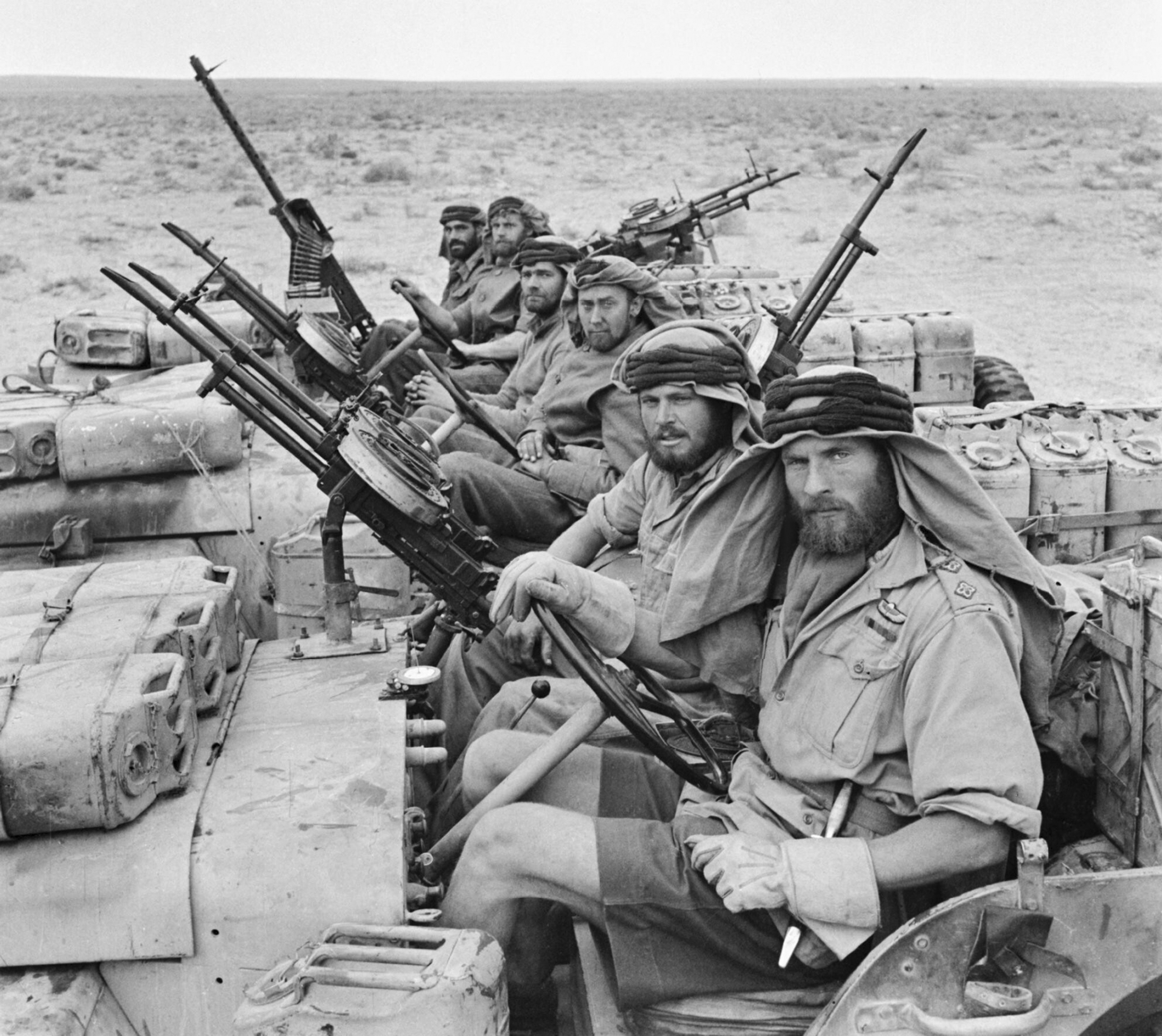
SAS возвращается с патрулирования. Северная Африка, 1943. На фотографии видны спаренные пулемёты Vickers K

Командиром SAS стал Падди Мэйн. В апреле 1943 года 1-е подразделение SAS было преобразовано в Особый рейдовый эскадрон (англ. Special Raiding Squadron), подчинявшийся Мэйну, а Особый лодочный эскадрон был подчинён Джорджу Джелликоу. Особый рейдовый эскадрон отличился в боях в Сицилии и Италии вместе со 2-м подразделением SAS, образованным в Северной Африке в 1943 году после переименования Малого рейдерского подразделения (англ. Small Scale Raiding Force). Особый лодочный эскадрон участвовал в боях на Эгейских островах и Додеканесе вплоть до конца войны. В 1944 году из 1-го и 2-го британских, 3-го и 4-го французских и 5-го бельгийского подразделения SAS была создана бригада SAS — её целью стали парашютно-десантные операции за линией фронта во Франции, а также операции по переброске подкреплений и припасов в Бельгии, Нидерландах (операция «Пегас») и Германии Операция «Арчуэй». В отношении оперативников SAS со стороны немцев действовал особый приказ Гитлера «О коммандос», подписанный 18 октября 1942 года и регламентировавший расстрел любых десантников стран антигитлеровской коалиции без суда и следствия. В июле 1944 года после операции «Булбаскет» в плен к немцам попали 34 оперативника SAS и тотчас же были расстреляны, а в октябре 1944 года после операции «Лойтон» был расстрелян 31 британский боец коммандос.

### После войны
После окончания войны правительство Великобритании, не увидев какой-либо необходимости в дальнейшем существовании подразделения, 8 октября 1945 года объявило о расформировании подразделения. Через год было принято решение, что существует необходимость в регулярном подразделении для проникновения в тыл противника и следует сформировать новый полк SAS, входящий в Армейский резерв. 1 января 1947 года на основе Полка искусных стрелков, образованного в 1860 году и расквартированного в Дьюкс-Роуд, Юстон, был образован 21-й полк SAS.

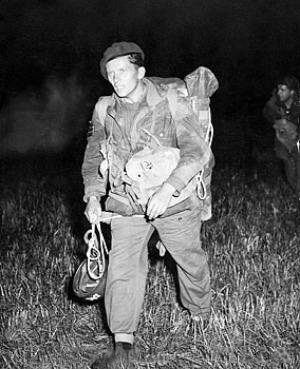
Солдат 21-го полка SAS после ночного парашютного прыжка в Дании, 1955

В 1950 году для участия в Корейской войне был сформирован 21-й эскадрон SAS. Через три месяца тренировок в Англии было объявлено о том, что эскадрон направляется не в Корею, а в Малайю. После прибытия в Малайю командиром был назначен Майк Калверт, который занимался формированием Малайских разведчиков SAS. Калверт уже сформировал эскадрон из 100 добровольцев для борьбы на Дальнем Востоке, который получил наименование «A» (21-й эскадрон SAS стал эскадроном «B»), после визита Калверта в Родезию был собран эскадрон «C» (основа Особой воздушной службы Родезии) из тысячи добровольцев. Родезийцы отслужили три года в Малайе, после чего их сменил новозеландский эскадрон. К тому моменту в армии уже поняли необходимость наличия постоянного подразделения типа SAS, и в 1952 году в список воинских частей был формально включён 22-й полк SAS, базой которого в 1960 году стал Херефорд. В 1959 году был образован 23-й полк SAS после переименования Резервного разведывательного отряда, правопреемника MI9, чьи бойцы были подготовлены настолько, что могли сбежать из любого плена и любой тюрьмы.

### Боевой путь 22-го полка SAS

#### До конца 1980-х годов
С момента начала своей службы в Малайе бойцы 22-го полка SAS участвовали в секретных разведывательных операциях и крупных диверсиях в тылу противника. Они отличились в Борнео, в Омане (война в Дофаре и битва при Мирбате), Йемене, Северной Ирландии (засада в Лафголле) и Гамбии, а команда специальных проектов 22-го полка поддерживала отряд GSG 9 во время событий в Могадишо в 1977 году. SAS также участвовали в штурме посольства Ирана в Лондоне, командовал штурмом штаб-сержант Джон Макэлиз.
SAS проявили себя и в Фолклендской войне: эскадрон B готовился к участию в операции «Микадо», но после отмены операции эскадроны D и G были направлены для подготовки к рейду на Пеббл). Адмирал Дж. Вудвард отмечал скрупулёзный подход SAS к каждому боевому заданию (пример — к рейду на остров Пебл):
Особенностью SAS является то, что их имидж не имеет ничего общего с действительностью. На публике они воспринимаются как команда сорвиголов, состоящая из парней, которые выглядят и ведут себя как Агент 007 и Бэтмена вместе взятые. Информация о них полна слухов и скрытых угроз, порожденных их внезапными, быстрыми и решительными действиями: атака иранского посольства в Лондоне; усмирение ИРА в Белфасте; кажущаяся простой ликвидация террористов в Гибралтаре. И это правда, что они являются самым надёжным и эффективным отрядом Вооружённых сил Британии, но они не достигают результата, действуя по-идиотски рискованно и безрассудно. Каждый их успех - результат тщательного планирования, почти фанатичного внимания ко всем деталям и практически полного исключения всех неожиданностей. Когда работает SAS, они знают проблемы и все детали этих проблем.
10 июня 1982 года капитан Гевин Гамильтон, командовавший 19-м горным отрядом эскадрона D 22-го полка SAS, вместе со своим патрулём из 4 человек попал в окружение аргентинских коммандос. Он приказал своим подчинённым (в том числе и радисту) отступать, пытаясь стянуть на себя аргентинцев, и в перестрелке был смертельно ранен. Гамильтон был награждён Военным крестом Великобритании посмертно, а его действия отметили даже аргентинские военачальники, назвав его одним из самых храбрых британских солдат.

#### Участие в конфликтах с 1990-х годов по настоящее время
Во время войны в Персидском заливе непосредственно были задействованы для операций эскадроны A, B и D: именно патруль SAS Браво-два-ноль во главе с Энди Макнабом в 1991 году был обнаружен и захвачен в плен иракскими войсками. В Сьерра-Леоне британцы участвовали в операции «Баррас» по спасению попавших в плен бойцов Королевского ирландского полка. Во время войны в Ираке подразделения SAS состояли в отрядах «Блэк» и «Найт», за исключением эскадрона A 22-го полка SAS, который нёс отдельную службу с разрешения главнокомандующего Сил специального назначения США Стэнли Маккристала. Всего Особая воздушная служба за полгода действий в Ираке выполнила 175 боевых заданий. В 2006 году бойцы SAS вместе с Христианскими отрядами миротворцев освобождали из плена трёх правозащитников (Нормана Кембера, Джеймса Лоуни и Хармита Сингха Судена), которых удерживали в течение 118 дней в плену террористы. В Афганистане против талибов воевали 21-й и 23-й полки SAS.
SAS были непосредственными участниками британской интервенции в Ливию во время гражданской войны, но пресса по-разному оценивает их роль и обязанности во время интервенции. По заявлению Daily Telegraph со ссылкой на ливийские СМИ, британские спецназовцы пробыли в Ливии несколько недель и сыграли ключевую роль в падении Триполи. С другой стороны, газета The Guardian сообщала, что обязанности SAS ограничивались только указаниями целей пилотам, связью с оперативными командующими НАТО и консультированием ливийских повстанцев по вопросам тактики. В конце августа 2014 года в Северный Ирак прибыли бойцы Особой воздушной службы, которых, согласно словам бывшего деятеля MI5 Ричарда Барретта, планировалось потом перевести в Сирию для борьбы против ячейки ИГИЛ под названием «Битлз». В октябре 2014 года SAS начали атаковать линии снабжения ИГИЛ на западе Ирака, сбрасывая с вертолётов лёгкие транспортные средства, несущие на борту снайперские расчёты. По мнению прессы, в среднем каждый день британцы убивали до 8 боевиков ИГИЛ.

#### Известные командиры SAS в 1990-е и 2000-е
В последние годы офицеры SAS стали занимать высшие командные посты в британской армии: командующим британскими силами в войне в Персидском заливе в 1990 году был генерал Питер де ла Билльер, в 1994 году миротворцами в Боснии командовал генерал Майкл Роуз, в 1997 году начальником штаба обороны вооружённых сил Великобритании стал лорд Чарльз Гатри, барон Крейгибанк, в 2002—2003 годах генерал-лейтенант Седрик Дельвес был командующим сухопутных войск и заместителем начальника штаба Северных союзных сил НАТО.

#### Скандалы
Некоторые операции с участием SAS получили скандальную известность. В 1988 году в Гибралтаре в ходе операции «Флавий» спецназовцами были расстреляны трое безоружных членов ИРА: Майред Фаррелл, Дэниэл Маккен и Шон Сэвидж. Британский суд оправдал всех спецназовцев, заявив, что применение силы было неизбежно. В 1995 году британские оперативники SAS координировали действия авиации НАТО, которая была должна бомбить позиции Армии Республики Сербской, но также совершала бомбардировки населённых пунктов (в том числе и тех, откуда не эвакуировалось гражданское население). Оперативники занимались и поимкой командиров Армии Республики Сербской: в 2004 году SAS проводил обыски в церкви в Пале , надеясь арестовать скрывавшегося Радована Караджича, однако в ходе операции прогремели взрывы, от которых пострадали священник Еремия Старовлах и его сын Александар. В 1999 году британцы оказывали помощь Армии освобождения Косово, и это вмешательство, согласно албанским источникам, привело к тому, что в одной из стычек с сербскими спецназовцами был убит сержант SAS.

### Влияние на другие воинские формирования
Многие страны-члены Содружества наций последовали примеру Великобритании и создали свои похожие подразделения. В 1947—1949 годы существовала Рота канадской Особой воздушной службы, в 1954 годах появился эскадрон новозеландской Особой воздушной службы, служивший с британцами в Малайе; в июле 1957 года была образована 1-я рота Особой воздушной службы Австралии, которая в августе 1964 года была расширена до размеров полка (SASR). После возвращения из Малайи родезийский эскадрон C стал в 1961 году основой для образования Родезийской особой воздушной службы. Сам эскадрон сохранял своё имя до 1978 года, в котором стал 1-м полком Особой воздушной службы Родезии.
Примеру Великобритании последовали и некоторые страны, не входящие в Содружество наций. После Второй мировой войны в Бельгии была образована Группа сил специального назначения, нашивка которой не отличается от британской нашивки времён Второй мировой войны. Предшественником этой группы был 5-й полк Особой воздушной службы. Во Франции подобным подразделением стал 1-й полк парашютистов морской пехоты, собранный из 3-го и 4-го полков Особой воздушной службы Великобритании и взявший на вооружение девиз британцев. В США был сформирован отряд «Дельта», образованный по предложению американского полковника Чарльза Бекуита, служившего в 22-м полку SAS и выступившего за образование точно такого же подразделения в Вооружённых силах США. Аналогичным образом появились воздушно-десантные части в армиях Израиля (Сайерет Маткаль), Ирландии (Армейское крыло рейнджеров) и Филиппин (Силы особого назначения при Филиппинской национальной полиции).

## Организационная структура
Объём открытой информации о SAS сильно ограничен, поскольку Правительство Великобритании не обязано комментировать деятельность сил специального назначения в силу её особого характера.
В состав Особой воздушной службы входят регулярный 22-й полк SAS и резервные 21-й (искусных стрелков) и 23-й полки SAS. 21-й и 23-й полки SAS используются преимущественно как силы поддержки, отвечающие за повышение влияния Вооружённых сил Великобритании. 22-й полк SAS является главной силой: он участвует в наступательно-штурмовых, контрреволюционных, контртеррористических и некоторых охранных операциях. В число задач полков также входит подготовка бойцов спецназа из других стран и обучение приёмам партизанской войны и тактике действия в непредвиденных условиях. Номинально штаб-квартира SAS находится в британском городе Херефорд в Стирлинг-Лайнс.

### Эскадроны
22-й полк SAS состоит из четырёх оперативных эскадронов (англ. squadron): A, B, D и G. Численность каждого эскадрона составляет 65 человек, он включает в себя четыре отряда (англ. troop) и штабное подразделение. Отряд состоит из 15 бойцов, разделённых на патрули численностью до 4 человек. Каждый солдат SAS, помимо базовых воинских навыков, проходит подготовку в областях радиосвязи, подрывных работ, оказания медицинской помощи и владения языками. У каждого отряда в эскадроне есть своя специализация:
- Лодочный отряд (англ. Boat troop) — специалисты по ведению боевых действий в море. Используют акваланги, каяки и жёстко-корпусные надувные лодки. Проходят обучение с бойцами Особой лодочной службы[83].
- Воздушный отряд (англ. Air troop) — специалисты по воздушному десантированию в режиме свободного падения. Обучены технике десантирования HALO (англ. High Altitude-Low Opening) и HAHO (англ. High Altitude-High Opening): в первом случае парашют раскрывается практически у самой земли, во втором — в первые моменты после совершения прыжка[83].
- Мобильный отряд (англ. Mobility troop) — специалисты по использованию транспорта, эксперты по ведению боевых действий в пустыне[84]. Квалифицированные автомеханики, которые могут обслуживать транспорт и ремонтировать его в случае поломки[85].
- Горный отряд (англ. Mountain troop) — специалисты по ведению боевых действий и выживанию в горах и полярных условиях. Используют лыжи, снегоступы и оборудование для скалолазания[83].

В 1980 году был образован эскадрон R (англ. R Squadron), носящий ныне наименование «отделение L» (англ. L Detachment). Его служащие ранее проходили службу в SAS и затем были переведены на службу в резерве, но в отличие от обычных резервистов они обладают более высокой боеготовностью и мобилизуются только в случае чрезвычайных ситуаций или неизбежной войны.

#### Эскадроны в полках
| 22-й полк Особой воздушной службы | 21-й полк Особой воздушной службы | 23-й полк Особой воздушной службы |
| --------------------------------- | --------------------------------- | --------------------------------- |
| Эскадрон A (Херефорд)             | Эскадрон A (Реджентс-Парк)        | Эскадрон B (Лидс)                 |
| Эскадрон B                        | Эскадрон C (лагерь Брэмли)        | Эскадрон D (Шотландия)            |
| Эскадрон D Эскадрон G             | Эскадрон E (Уэльс)                | Эскадрон G (Манчестер)            |

#### Отряды в эскадронах
| Эскадрон A          | Эскадрон B          | Эскадрон C           | Эскадрон D           |
| ------------------- | ------------------- | -------------------- | -------------------- |
| 1-й лодочный отряд  | 6-й лодочный отряд  | 16-й воздушный отряд | 21-й мобильный отряд |
| 2-й воздушный отряд | 7-й воздушный отряд | 17-й лодочный отряд  | 22-й горный отряд    |
| 3-й мобильный отряд | 8-й мобильный отряд | 18-й мобильный отряд | 23-й лодочный отряд  |
| 4-й горный отряд    | 9-й горный отряд    | 19-й горный отряд    | 24-й воздушный отряд |

### Команды специальных проектов
Команда специальных проектов (англ. special projects team) — официальное наименование отрядов SAS, которые занимаются борьбой против террористов (в частности, нейтрализуют угонщиков транспортных средств). Их главными преимуществами являются высокий профессионализм в рукопашном бою и навыки снайперской стрельбы. Они специализируются на спасении заложников, запертых в здании или в общественном транспорте. Команда появилась в начале 1970-х годов после обращения к британскому министерству обороны премьер-министра Эдварда Хита, который не хотел повторения трагических событий на летней Олимпиаде в Мюнхене. Он приказал создать так называемое «крыло контрреволюционных боевых действий» SAS (англ. SAS Counter Revolutionary Warfare).
Каждый эскадрон из данного крыла проходил на постоянной основе по принципу ротации учения по спасению заложников, прорыву осады и стрельбе: согласно отчётам, во время подобных учений каждый солдат SAS тратил около 100 тысяч пистолетных патронов. Учения проходят периодически каждые 16 месяцев. Первым участием крыла контрреволюционных боевых действий SAS стала осада Бэлкомб-Стрит, когда Служба столичной полиции Лондона вела борьбу против ячейки «временного» крыла ИРА. Четверо боевиков сдались, а двое заложников были освобождены. Считается, что боевики сдались сразу же после заявления Би-би-си об отправке SAS к зданию. Первым же реальным участием этой команды SAS стало спасение заложников в 1978 году в Могадишо из захваченного палестинцами самолёта Lufthansa. В 1980 году SAS участвовали в спасении заложников из захваченного террористами посольства Ирана.

### Оперативное командование

#### Регулярные части
22-й полк SAS находится под оперативным командованием Начальника управления спецназа (его занимают лица в звании генерал-майора). Ранее директор сил специального назначения носил звание бригадира, но был повышен до звания генерал-майора в связи с признанием важности британского спецназа.

#### Резервные части
Резерв SAS во время своего пребывания в Афганистане отвечал за подготовку и проверку членов Афганской национальной полиции, но затем был освобождён от исполнения этих обязанностей, которые переложили на регулярные пехотные части. В отчёте о деятельности резервистов SAS говорилось, что их роль не была решающей, а опыта для службы в регулярных силах специального назначения им сильно не хватало. 1 сентября 2014 года 21-й и 23-й полки SAS официально покинули состав войск специального назначения Великобритании, оставшись при этом в SAS, и были переведены в 1-ю бригаду военной разведки.

## Тактика
По свидетельству адмирала Дж. Вудворда
На публике они воспринимаются как команда сорвиголов, состоящая из парней, которые выглядят и ведут себя как Агент 007 и Бэтмен вместе взятые. Но они не достигают результата, действуя по-идиотски рискованно и безрассудно. Каждый их успех - результат тщательного планирования, почти фанатичного внимания ко всем деталям и практически полного исключения всех неожиданностей. Когда работают SAS, они знают проблемы и все детали этих проблем. Действуя в обычной манере, для уничтожения эскадрильи самолетов на острове Пебл они хотели знать всю местность вплоть до последней лужи. Они хотели бы знать место каждого часового, сколько точно человек на базе, яркость луны, силу ветра, какие ворота скрипят и ещё много другого. Для достижения такого уровня информированности они по возможности засылают туда на неделю человека четыре. Действовать же они начинают, когда изучены в деталях все сообщения разведчиков, имеются подходящие условия и после нескольких дней репетиции.

## Отбор и обучение

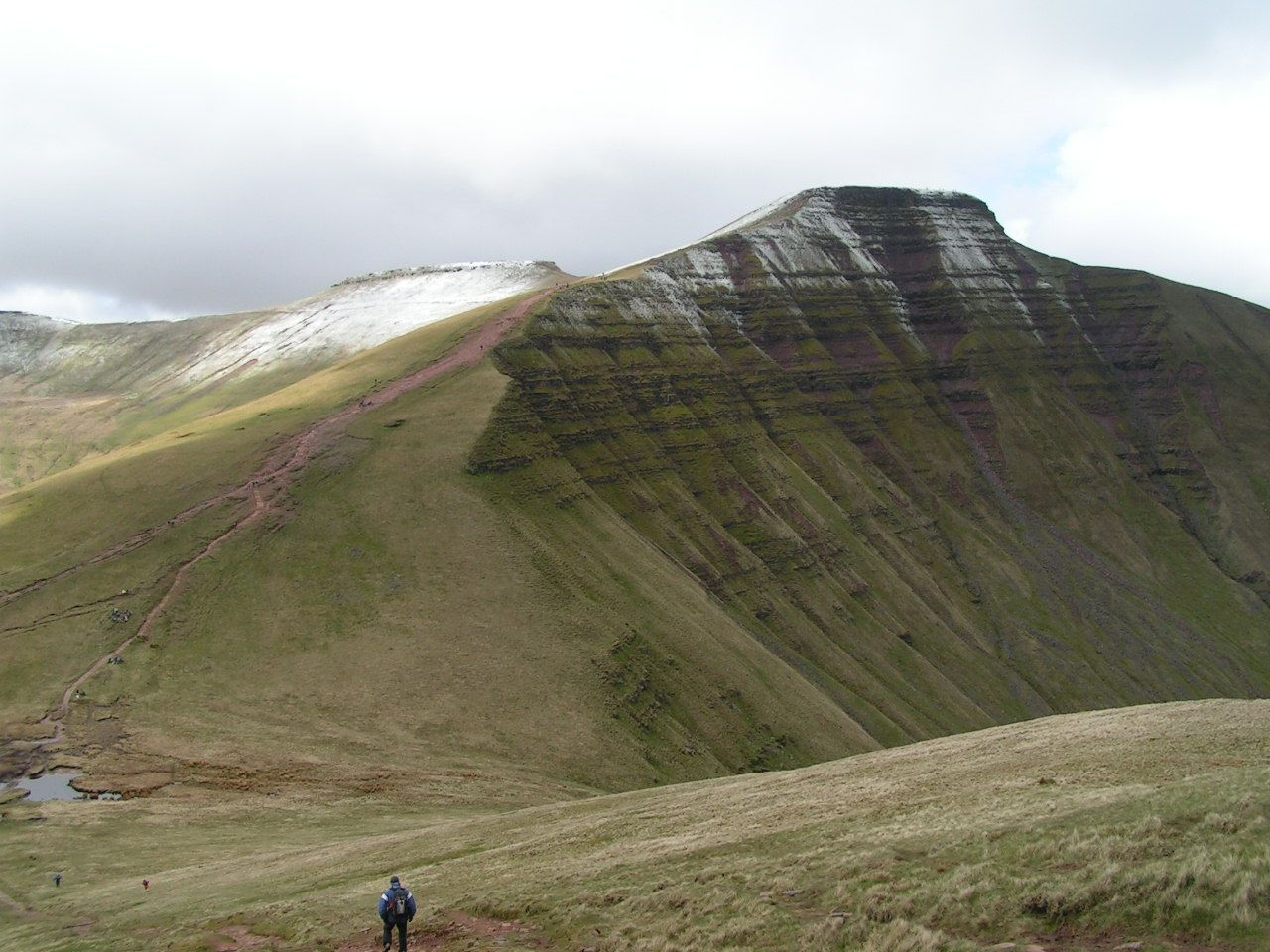
Гора Пен-и-Фан высотой 886 м, где проводят упражнение «Fan dance»

Процедура отбора в войска специального назначения Великобритании отличается от обычной. Теоретически подать прошение о переводе в спецназ может любой военнослужащий Вооружённых сил Великобритании, но по статистике, подавляющая часть кандидатов — это военнослужащие коммандос или воздушно-десантных частей. Отбор проводится дважды в год (летом и зимой) в Сеннибридже, расположенном в горах Брекон-Биконс, и длится около 5 недель. Изначально в отборе участвуют 200 человек, которые проходят стандартные тесты, предусмотренные Королевской военной академией в Сандхёрсте:
- личный тест физической подготовки (англ. Personal Fitness Test, PFT); нормативы для мужчин — 50 приседаний за 2 минуты, 44 отжимания за 2 минуты и бег на 1,5 мили в течение 10 минут 30 секунд (для женщин норматив смягчён до 50 приседаний, 21 отжимания и 13 минут для бега);
- боевой тест физической подготовки (англ. Combat Fitness Test, CFT); нормативы для мужчин — 2-часовой марш в составе отряда на 8 миль с нагрузкой 25 кг, а также три боевых задания (для женщин нагрузка составляет 20 кг);
- продвинутый боевой тест физической подготовки (англ. Advanced Combat Fitness Test, ACFT); нормативы для мужчин — 15-минутный марш на 1,5 мили с 20 кг нагрузки (для женщин нагрузка составляет 15 кг);
- тест на плавание (англ. Military Swimming Test, MST); нормативы для мужчин — в течение 4 минут успеть совершить прыжок в воду на глубину 2,5 м, продержаться стоя в воде в течение 2 мин, затем проплыть 50 м.

На первом этапе в горах добровольцы ежедневно совершают марш-бросок по пересечённой местности с контролем времени, причём каждый день длина дистанции возрастает. Пиком испытаний в горах становится традиционный марш на выносливость «Long Drag». Его протяжённость составляет 40 миль в полной выкладке, а сам марш заключается в подъёме на вершину горы Пен-и-Фан и спуске с неё за 20 часов. К окончанию первого этапа кандидаты должны быть способны пробежать 4 мили за 30 минут и проплыть 2 мили за полтора часа. После «горного этапа» бойцы проходят обучение в джунглях Белиза, Брунея или Малайзии, обучаясь ориентированию на местности, перемещению в составе патруля и выживанию в тропических условиях. По возвращении в Херефорд они обучаются планированию операций, обращению с оружием (в том числе иностранным) и выживанию в боевых условиях; этот период обучения завершает недельное упражнение по избежанию захвата в плен. Кандидаты собираются в патрульные группы, несут с собой оловянную канистру с необходимым для выживания снаряжением и одеты в старую форму образца Второй мировой войны. Патрули выходят к цели, как только начинает светать. Окончанием отбора является испытание на психологическую устойчивость, когда в течение 36 часов испытуемый должен выдержать все тяготы допроса и пыток.
На первом этапе учений в горах около 80 % участников выбывают из дальнейшего отбора: значительная часть из 200 кандидатов отсеивается в первые же дни. К концу обучения остаются всего около 30 человек, и только те, кто проходит все этапы отбора, переводятся в оперативный эскадрон SAS.

## Вооружение
Вооружение SAS в целом совпадает с вооружением основных частей британских вооружённых сил. Оно производится преимущественно в США, Великобритании, Германии или Канаде, однако бойцы SAS обучены владеть и оружием советского производства.
Пистолеты
- SIG-Sauer P226[109][110]
- SIG-Sauer P228[111]
- SIG-Sauer P230[112]
- Browning Hi-Power[113]

Винтовки
- Accuracy International Arctic Warfare: модели L96A1[114][115] и L118A1 AWC[116]
- Accuracy International AW50[117][118]
- Accuracy International AWM: модификация L115A3 AWM[119][120]

Гладкоствольное оружие
- Remington 870[121][122]
- L128A1: модификация Benelli M4 Super 90[123]

Пистолеты-пулемёты
- HK MP5[124][125]: модификации MP5A3 (использовалась при штурме иранского посольства)[126], MP5SD[127][128], MP5K[129], MP5PDW[130]

Автоматы и карабины
- SA80: варианты L85A1[131] и L85A2[132][133][134]
- L1A1: использовались на Фолклендских островах[135][136]
- Diemaco C7A1: на вооружении с 1985 года[137][138]
- Diemaco C8A1: по инициативе солдат приходит на замену семейству SA80[132][133][134][138]
- Colt M16[137]: варианты M16A1 (в Фолклендской войне)[139], M16A2[140]
- Colt M4 Carbine[134]:[141] L119A1[142]
- HK 33E, HK 53 и HK 417[143]
- HK G3[144][143]

Гранатомёты
- M203[145]: подствольный для M16[140] и M4[146]
- FIM-92 Stinger: использовался в Фолклендской войне[147]; самый опытный специалист SAS по использованию «Стингера» разбился в авиакатастрофе 19 мая 1982 года[148].
- ARWEN 37[англ.][149]
- M72 LAW[150]
- UGL[151]
- Mk 19[152]
- HK AG36 (M320 GLM)[151]

Ручные пулемёты
- FN Minimi: модификация L108A1[120]
- L7A2 GPMG: британская версия FN MAG[120]

Мины и гранаты
- M18A1 «Клеймор»[153]
- Различные светошумовые гранаты[154]

Прочее снаряжение
- противогаз S10 NBC Respirator (под названием Avon SF10)[155]

## Униформа
Головным убором десантников SAS является берет бежевого (песочного) цвета. Кокарда на берете представляет меч Экскалибур в огненном венке (часто по ошибке его принимают за крылатый кинжал), изображённый на фоне щита крестоносцев с девизом Who Dares Wins (англ. Кто рискует — побеждает). Внешний вид кокарды придумал Боб Тейт в 1941 году. Десантники также носят значок парашютистов на правом рукаве: значок был разработан Джоком Льюисом и представляет собой стилизованные крылья ибиса богини Исиды, которые были изображены на фасаде отеля «Шепард» в Каире. Форма одежды десантников — номер 1, парадная форма по классификации униформ, с небольшим отличием в виде светло-голубой полосы на брюках. Полковой ремень (англ. stable belt) — голубой, примерно такого же цвета, как полоса на брюках.

## Боевые почести
По традиции британских вооружённых сил, любой полк, отличившийся в какой-либо кампании (чаще всего в победоносной), удостаивается почестей, заключающихся в праве нанести символическое название кампании на своё знамя. Особой воздушной службе присвоены следующие воинские почести:
- Северо-Западная Европа 1944—45 (North-West Europe 1944–45)[англ.]
- Тобрук 1941 (Tobruk 1941)
- Рейд на Бенгази (Benghazi Raid)
- Северная Африка 1940—43 (North Africa 1940-43)
- Высадка на Сицилии (Landing in Sicily)
- Сицилия (Sicily 1943)
- Термоли (Termoli)
- Валли-ди-Коммакьо (Valli di Comacchio)[англ.]
- Италия 1943—45 (Italy 1943-45)
- Греция 1944—45 (Greece 1944-45)
- Адриатика (Adriatic)
- Средний Восток 1943—44 (Middle East 1943-44)
- Фолклендские острова 1982 (Falkland Islands 1982)
- Западный Ирак (Western Iraq)
- Залив 1991 (Gulf 1991)

## SAS в культуре

### Памятники
- В Стирлинг-Лайнс на часовой башне была установлена доска с именами военнослужащих SAS, погибших при исполнении обязанностей[162]. Средства на установку были собраны из жалования бойцов подразделения и пожертвования компании Handley Page. Доску установили в память о капрале Ките Норри (англ. Keith Norry), который во время учений разбился насмерть, не успев раскрыть парашют[163][164]. Позднее доску перенесли в казармы в Креденхилле. Ветераны SAS говорят о погибших бойцах как о тех, кто «не успел прийти вовремя»[165]. На основании часовой башни по предложению генерал-майора Дэра Уилсона[англ.] были выгравированы строки из стихотворения «Золотое путешествие в Самарканд» Джеймса Элроя Флеккера — полкового стихотворения 22-го полка SAS[166]:

Мы пилигримы, господин. Под вековечным небом
Единственный мы держим путь средь всех путей земных —
За гребень голубой горы, покрытой белым снегом,
Через моря в пустыне волн — то ласковых, то злых.
Оригинальный текст (англ.)
We are the Pilgrims, master; we shall go
Always a little further: it may be
Beyond that last blue mountain barred with snow
Across that angry or that glimmering sea ...

- Мемориал, посвящённый Особой воздушной службе и воздушно-десантным войскам Великобритании, установлен в Вестминстерском аббатстве.
- Памятник бригадам SAS установлен во Франции в Сеннеси-ле-Гран: он увековечил память погибших десантников из Бельгии, Великобритании и Франции.
- В Шотландии рядом с памятником Дэвиду Стирлингу установлена памятная табличка.
- По заявлениям Полковой ассоциации Особой воздушной службы, памятники SAS есть не только в Европе, но и на Дальнем Востоке[168].
- На кладбище церкви Святого Мартина в Херефорде на отдельном участке похоронено более 20 десантников SAS[169]; также есть стела с именами погибших солдат, которых не удалось захоронить. В частности, на стеле размещены имена 18 десантников, погибших в катастрофе вертолёта Sea King 19 мая 1982 года на Фолклендских островах[170].

### Фильмы и телесериалы
- 1999 — «Браво-два-ноль», художественный фильм, экранизация одноимённой книги Энди Макнаба[171]
- 2003, BBC Birmingham — «Секреты выживания SAS» (англ. SAS Survival Secrets), 7-серийный телесериал[172]
- 2004, Discovery Channel — «Самые крупные операции SAS» (англ. Great SAS Missions)[173]
- 2008, Discovery Channel — «SAS — Специальная Воздушная Служба Великобритании» (англ. SAS), из цикла «Оружиеведение»[174]
- 2011 — «Профессионал», художественный фильм, снятый по мотивам романа сэра Ранульфа Файнса[175]
- 2017 — «6 дней», художественный фильм, снятый по мотивам операции «Нимрод»[176]

### Компьютерные игры
- The Regiment: тактический шутер от первого лица, посвящённый SAS и её некоторым операциям. Игра подверглась разгромной критике за ряд критических недостатков, в том числе за отсутствие возможности управления бойцами, а также плохую графику и звук[177].
- Call of Duty 4: Modern Warfare: главными героями и играбельными персонажами являются бойцы SAS — сержант Джон «Соуп» МакТавиш и капитан Джон Прайс. Также встречаются в качестве неиграбельных персонажей несколько бойцов SAS[178].
- Call of Duty: Modern Warfare 2: МакТавиш является одним из играбельных персонажей, Прайс представлен в нескольких сценах[179].
- Call of Duty: Modern Warfare 3: играбельными являются МакТавиш, Прайс и сержант Маркус Бернс. Из неиграбельных представлены несколько спецназовцев SAS[180].
- Tom Clancy's Rainbow Six: Siege: SAS является одной из играбельных фракций. В распоряжении игрока есть четыре бойца, имеющие, помимо стандартного оружия, уникальные способности: «Тэтчер» (вооружён ЭМИ-гранатами), «Следж» (вооружён большой кувалдой для разрушения стен), «Мьют» (использует генератор помех) и «Смоук» (использует баллоны с ядовитым газом)[181]. Помимо этого в игре есть карта «База Херефорд», отсылающая на настоящее место базирования подразделения[182].
- Counter-Strike: Global Offensive: представлена модель оперативника SAS, которая была анонсирована разработчиками 7 августа 2012 года[183].
- SAS: Спецназ против терроризма (разработана Atomic Planet Entertainment): оценивается критиками отрицательно по причине плохого геймплея и графики[184].
- SAS: На страже будущего (разработана City Interactive): по мнению критиков, фактически полностью скопирована с F.E.A.R., и репутацию игры не спасают ни графика, ни саундтрек, а однообразный геймплей и непроработанная физика только делают игру ещё хуже[185].
- CrossFire: SAS представлена как доступная для игры фракция, а её бывший боец Алекс Ллойд является основателем фракции Global Risk.
- Empires: Dawn of the Modern World: оперативники SAS доступны для игры с компьютером или по сети за Великобританию в эпоху Второй мировой войны. Отличаются способностью плавать, неплохой огневой мощью и живучестью. Могут устанавливать бомбы на зданиях[186].
- Калибр: 20 декабря 2023 года добавлена новая коллекция оперативников SAS[187].